# Borussia Verein für Bewegungspiele Neunkirchen
Il Borussia VfB Neunkirchen è una società calcistica tedesca di Neunkirchen, nella Saarland. Attualmente milita in Oberliga Südwest, uno dei gironi della quinta serie del calcio tedesco.
Dal 1912 al 1963 la società ha giocato ininterrottamente nella massima divisione tedesca, prima della creazione della Bundesliga, dove ha militato per tre stagioni (1964-1965, 1965-1966, 1967-1968). Ha giocato una finale della Coppa di Germania, uscendone sconfitto.

## Storia
L'SC Bourussia Neunkirchen nacque nel 1907 dalla fusione tra FC 1905 Borussia e SC Neunkirchen. Durante il Terzo Reich, militò in Gauliga Südwest, una delle sedici massime divisione create dal regime nazista. Prima di entrare nella Gauliga Südwest, fino al 1951, militava nella massima divisione calcistica dello Stato della Saarland.
Come tutte le associazioni, sportive e non, il Borussia alla fine della guerra fu sciolto dalle autorità alleate per riformarsi poco tempo dopo con la stessa denominazione. Giocò nella Saarland occupato dai francesi, i quali fecero numerosi sforzi per vederlo o integrato nella loro Nazione oppure completamente indipendente dalla Germania. Il 1. FC Saarbrücken al contrario delle altre società della Saarland, fu invitato a giocare nella seconda divisione francese. Durante questa breve esperienze il Borussia Neunkirchen giocò dal 1949 al 1951 in Ehrenliga e vinse il campionato nel 1949 e terminò al secondo posto l'anno successivo. Dopo la stagione 1950-1951 il Borussia riuscì ad aggregarsi alla DFB.
Nonostante la costante militanza in massima serie non fu una delle sedici squadre selezionate che diedero il via alla prima edizione della Bundesliga nel 1963. Nonostante il Borussia, il Pirmasens e il Wormatia Worms avessero avuto negli anni precedenti migliori piazzamenti del Saarbrücken, fu invitata proprio quest'ultima a partecipare al nuovo campionato di massima divisione, in quanto aveva avuto negli anni precedenti rapporti molto cordiali con Hermann Neuberger, a quel tempo figura molto importante nel calcio tedesco, e membro della commissione selezionatrice.
Dopo un anno passato in Regionalliga Südwest (II), il Borussia nel 1964 venne promosso in Bundesliga. Ma dopo aver terminato il campionato al decimo posto nel 1965, finì al diciassettesimo posto la stagione successiva e di conseguenza retrocesse. Risalita in massima serie al termine della stagione 1966-1967, retrocesse nuovamente al termine della stagione 1967-1968 e da allora non ha più militato in Bundesliga.
La squadra partecipò per altre sette stagioni in Regionalliga prima di retrocedere in Amateurliga (III). Tra gli anni settanta e gli anni ottanta militò tra queste due divisioni prima di restare per circa quindici anni in terza divisione. Nel 1996 retrocesse in Oberliga Südwest (IV), serie dove milita tuttora. La squadra vinse il proprio girone nel 2005, ma dovette rinunciare alla promozione a causa dei problemi finanziari che affliggono la società dal 2003.

## Palmarès

### Competizioni nazionali
- Ehrenliga Saarland: 1

1948-1949
- Fußball-Regionalliga: 5

1963-1964, 1966-1967, 1970-1971, 1971-1972, 1973-1974

### Competizioni regionali
- Oberliga Südwest: 1

1961-1962

### Altre competizioni
- Coppa della Germania meridionale: 1

1921
- Oberliga Südwest (I): 1

1962
- Bezirksliga Rheinhessen-Saar (I): 1

1924
- Bezirksliga Rhein-Saar (divisione Saar) (I): 1

1929
- Kreisliga Saar (I): 3

1921, 1922, 1923
- Oberliga Südwest (III): 2

1980, 1991
- Oberliga Südwest (IV): 3

2000, 2002, 2005
- Amateurliga Saarland (III): 3

1976, 1977, 1978
- Ehrenliga: 1

1949

### Altri piazzamenti
- Ehrenliga Saarland:

Secondo posto: 1949-1950
- Coppa della Saarland

Finalista: 1978, 1985, 1986, 1990, 1992, 1996, 2003
- Coppa di Germania:

Finalista: 1958-1959
- Oberliga Südwest:

Secondo posto: 1958-1959, 1959-1960, 1960-1961, 1962-1963

## Giocatori celebri
- Stefan Kuntz
- Karl Ringel
- Kurt Welsch
- Jay Jay Okocha

## Cronologia recente
| Stagione  | Divisione              | Classifica |
| 1999–2000 | Oberliga Südwest (IV)  | 1º         |
| 2000–01   | Oberliga Südwest       | 3º         |
| 2001–02   | Oberliga Südwest       | 1º ↑       |
| 2002–03   | Regionalliga Süd (III) | 19º ↓      |
| 2003–04   | Oberliga Südwest (IV)  | 10º        |
| 2004–05   | Oberliga Südwest       | 1º         |
| 2005–06   | Oberliga Südwest       | 9º         |
| 2006–07   | Oberliga Südwest       | 10º        |
| 2007–08   | Oberliga Südwest       | 6º         |
| 2008–09   | Oberliga Südwest (V)   | 4º         |
| 2009–10   | Oberliga Südwest       | 12º        |
| 2010–11   | Oberliga Südwest       | 7º         |
| 2011–12   | Oberliga Südwest       | º          |